# Cyprinodon tularosa
Cyprinodon tularosa is een  straalvinnige vissensoort uit de familie van eierleggende tandkarpers (Cyprinodontidae). De wetenschappelijke naam van de soort is voor het eerst geldig gepubliceerd in 1975 door Miller & Echelle.
De vissensoort is endemisch in het Tularosa Basin, in de Amerikaanse staat New Mexico. Ze zijn daar gevonden in twee kleine bronnen en stromen. De mannelijke vis heeft een blauwe gloed. De ogen van de vis zijn donker.
De soort staat op de Rode Lijst van de IUCN als Kwetsbaar, beoordelingsjaar 1996.